# Wasserkirche
Wasserkirche – kościół w Zurychu wybudowany na niewielkiej wyspie na rzece Limmat, usytuowany pomiędzy dwoma najważniejszymi kościołami w średniowiecznym mieście: Grossmünster i Fraumünster. Po raz pierwszy został wymieniony jako ecclesia Aquatica Turicensi ok. 1250 i jako wazzirkilcha w 1256. Kościół został wybudowany w X wieku, a następnie przebudowywany w wielu etapach, które zakończyły się w 1486 roku.